# ماریو کارپو
ماریو کارپو، منتقد و مورخ معماری است که در حال حاضر در کرسی تاریخ و نظریه معماری رینر بانهام کالج دانشگاهی لندن مشغول به فعالیت است. 

## کار حرفه ای
تخصص او در حوزه تاریخ و نظریه معماری تکنولوژی های فرهنگی با تمرکز بر سنت کلاسیک و نظریه طراحی دیجیتال معاصر است. کارپو علاوه بر کالج دانشگاهی لندن سابقه تدریس در دانشگاه های مختلفی چون دانشگاه ژنو،، مرکز کانادیی معماری، موسسه تکنولوژی جورجیا،مؤسسه فناوری ماساچوست، دانشگاه کرنل، دانشگاه ییل، دانشگاه کپنهاگ، دانشگاه فلورانس و بسیاری از مراکز آموزشی دیگر را در کارنامه دارد. 
علاوه بر این ها نوشته های او در معتبرترین مجلات حوزه معماری، یعنی مجله هایی چون مجله جامع مورخین معماری، لاگ، گری روم، پرسپکتا، مجله طراحی هاروارد، دوموس و بسیاری دیگر منتشر شده است. 

## گزیده کتابها
- The Digital Turn in Architecture, 1992-2012 (2012); The Alphabet and the Algorithm (2011; also transl. into other languages)
- Perspective, Projections and Design (2007, co-edited; also transl. into other languages);
- Leon Battista Alberti's Description of the City of Rome (2000 and 2007, co-authored; also transl. into other languages)
- Architecture in the Age of Printing (2001; also transl. into other languages)
- La maschera e il modello (1993); Metodo e ordini nella teoria architettonica dei primi moderni (1993).